# Фридрих III фон Шьонбург
Фридрих III фон Шьонбург (на немски: Friedrich III von Schönburg; † пр. 21 януари 1310) е господар на Шьонбург.

## Произход
Той е син на Фридрих I фон Шьонбург († 24 юни 1291) и съпругата му вер. фон Колдитц. Внук е на Херман III фон Шьонбург († сл. 1238) и съпругата му Гертруд фон Каменц († сл. 1218). Потомък е на Хуго фон Шьонбург († сл. 1172) и Валперга. Брат е на Херман IV фон Шьонбург († 1301/20), женен за София фон Лобдебург, Фридрих II фон Шьонбург „Стари“ († пр. 1299/1300), женен пр. 1282 г. за Евфемия фон Обарау († 1297), Дитрих I фон Шьонбург († пр. 1297), Хайнрих I фон Шьонбург († пр. 1309) и Агата фон Шьонбург († пр. 1282), омъжена за Бохуслав II фон Ризенбург († пр. 1282).
До днес съществуват клоновете Шьонбург-Валденбург, Шьонбург-Хартенщайн като Шьонбург-Глаухау.

## Фамилия
Фридрих III фон Шьонбург се жени на 18 юни 1295 г. в Анагни, Лацио, Италия, за роднината си Мехтилд фон Гера († сл. 1309), дъщеря на фогт Хайнрих I фон Гера († 1269/1274) и Лойкард фон Хелдрунген († 1279). Те имат седем деца:
- дъщеря (†1333), омъжена за Албрехт (IV) фон Лобдебург-Лойхтенберг
- Хайнрих († 1328)
- София († 1340), омъжена за Еркенберт фон Щаркенбург († сл. 1347)
- Фридрих Фик (Фрицко) VI († 1328)
- Херман V фон Шьонбург-Глаухау († 1335), женен за Мехтилд фон Вилденфелс, господарка на Глаухау († сл. 1335)
- Аделхайид фон Шьонбург († 15 юни 1342), омъжена за бургграф Ото Хайде I фон Дона († 1239)
- Фридрих V фон Шьонбург-Глаухау († 1352), женен за Юдит фон Лойхтенбург († сл. 1356)